# أحمد أبو الريش
أحمد خالد أبو الريش هو أحد قادة مجموعات صقور فتح قُتل في الانتفاضة الفلسطينية الأولى في عام 1993.
وكان أحد أصحابه المقربين في مجموعات صقور فتح ، عمرو أبو ستة وعندما قُتل أحمد أبو الريش قرر عمرو أبو ستة هو وأحد أصدقائه (زكي أبو زرقة) تأسيس كتائب الشهيد أحمد أبو الريش على اسم القائد (أحمد أبو الريش).